# Municipio de Preble (Indiana)
El municipio de Preble (en inglés: Preble Township) es un municipio ubicado en el condado de Adams en el estado estadounidense de Indiana. En el año 2010 tenía una población de 1069 habitantes y una densidad poblacional de 17,24 personas por km².

## Geografía
El municipio de Preble se encuentra ubicado en las coordenadas 40°51′54″N 85°2′30″O / 40.86500, -85.04167. Según la Oficina del Censo de los Estados Unidos, el municipio tiene una superficie total de 62 km², de la cual 61,78 km² corresponden a tierra firme y (0,36 %) 0,22 km² es agua.

## Demografía
Según el censo de 2010, había 1069 personas residiendo en el municipio de Preble. La densidad de población era de 17,24 hab./km². De los 1069 habitantes, el municipio de Preble estaba compuesto por el 97,01 % blancos, el 0,09 % eran asiáticos, el 0,19 % eran isleños del Pacífico, el 2,15 % eran de otras razas y el 0,56 % eran de una mezcla de razas. Del total de la población el 3,84 % eran hispanos o latinos de cualquier raza.